# Sentry Rocks
Die Sentry Rocks (aus dem Englischen sinngemäß übersetzt Schildwachefelsen) sind zwei hohe und schroffe Klippenfelsen vor der Pennell-Küste des ostantarktischen Viktorialands. In der Einfahrt zur Yule Bay liegen sie unmittelbar vor dem Kap Dayman.
Der United States Geological Survey kartierte sie anhand eigener Vermessungen und Luftaufnahmen der United States Navy aus den Jahren von 1960 bis 1963. Das Advisory Committee on Antarctic Names benannte sie im Jahr 1970 deskriptiv nach ihrer Erscheinung.